# دیولا پتریکوویچ
دیولا پتریکوویچ (مجاری: Petrikovics Gyula; ۱۲ ژانویهٔ ۱۹۴۳ – ۲۸ ژوئن ۲۰۰۵) قایقران کانو اهل مجارستان بود.